# IC 590-2
IC 590-2 — галактика типу S0 (спіральна галактика) у сузір'ї Секстант.
Цей об'єкт міститься в оригінальній редакції індексного каталогу.